# Mount Wycheproof
Mount Wycheproof är ett berg i Australien. Det ligger i regionen Buloke och delstaten Victoria, omkring 250 kilometer nordväst om delstatshuvudstaden Melbourne. Toppen på Mount Wycheproof är 148 meter över havet, endast 40 meter över den omgivande terrängen och berget räknas sedan 2018 som världens lägsta berg. Bredden vid basen är 2,6 km.
Trakten runt Mount Wycheproof är nära nog obefolkad, med mindre än två invånare per kvadratkilometer.. Närmaste större samhälle är Wycheproof, nära Mount Wycheproof.
Trakten runt Mount Wycheproof består till största delen av jordbruksmark. Genomsnittlig årsnederbörd är 403 millimeter. Den regnigaste månaden är juli, med i genomsnitt 55 mm nederbörd, och den torraste är januari, med 10 mm nederbörd.